# Místico
Luis Ignascio Urive Alvirde (Mexico-Stad, 22 december 1982) is een Mexicaans gemaskerde professioneel worstelaar (Spaans: Luchador enmascarad), die onder de ringnaam Sin Cara (spaans voor "Zonder Gezicht") werkzaam was bij de WWE.
Alvirde was bekend in de lucha libre promotie Consejo Mundial de Lucha Libre (CMLL) onder zijn ringnaam Místico.
Ignacio is de zoon van Manuel Alvirde (Dr. Karontes) en de broer van de worstelaars Astro Boy, Astro Boy II en Argenis en de neef van Tony Salazar.

## Professioneel worstelcarrière

### World Wrestling Entertainment (2011-2014)

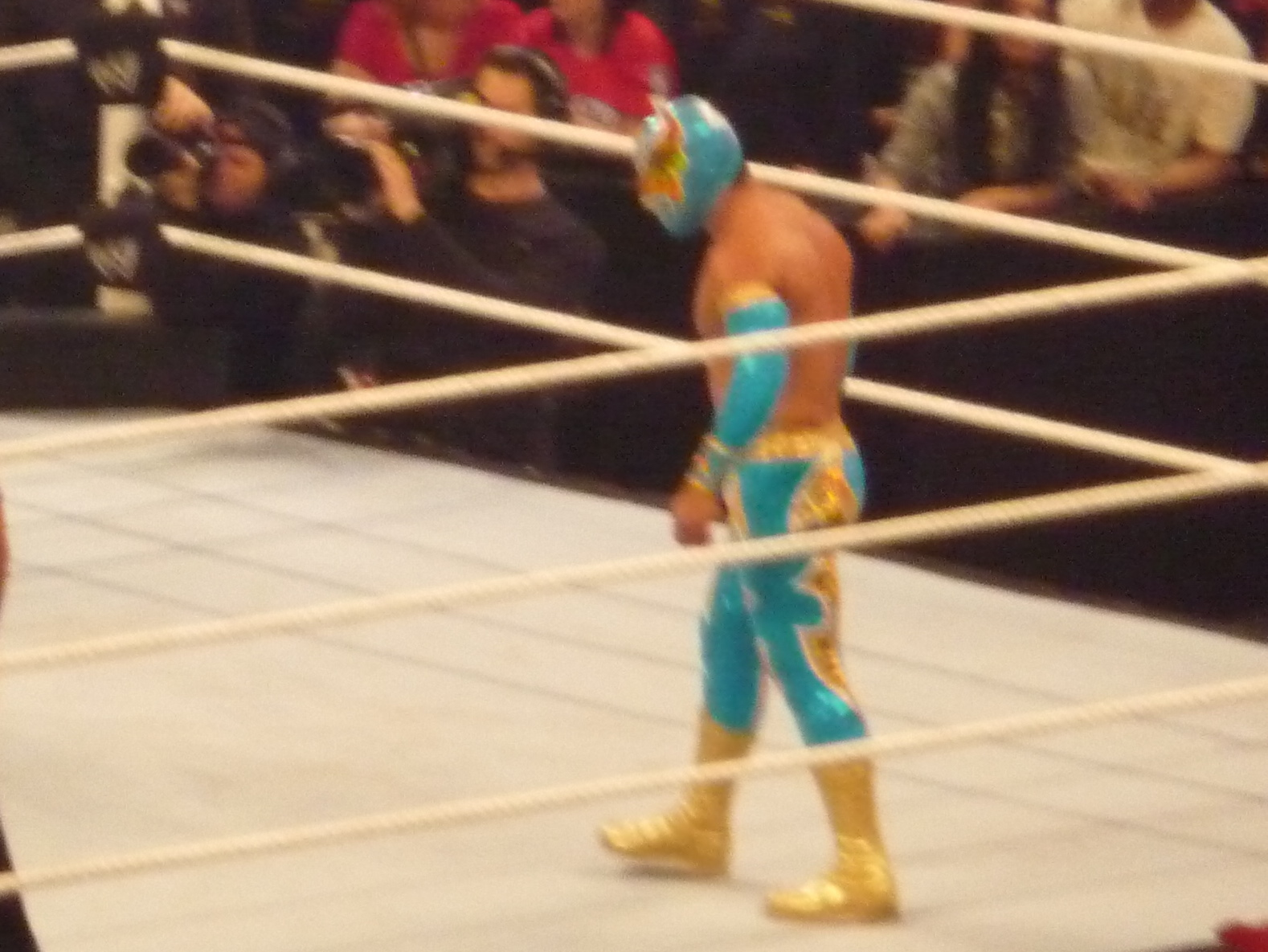
Urive als Sin Cara in 2011

Op 30 januari 2011 bevestigde de SuperLuchas Magazine dat Urive een contract ondertekende met de WWE. Op 24 februari 2011 hield de WWE een persconferentie in Mexico-Stad om Urive onder zijn nieuwe ringnaam, Sin Cara, te introduceren en werd gekenmerkt door een blauwe gouden pak. Tijdens de live evenement van Raw van 25 maart 2011, Sin Cara maakte zijn WWE-debuut en versloeg Primo. Op 28 maart 2011 kondigde de WWE aan dat Sin Cara zijn televisiedebuut zou maken in de Raw-aflevering van 4 april 2011. Tijdens de Raw-aflevering van 4 april 2011 maakte Sin Cara zijn WWE-televisiedebuut, viel WWE United States Champion Sheamus aan om voormalig kampioen Daniel Bryan te beschermen en bewees zichzelf als een face (held).
Tijdens de Raw aflevering van 25 april 2011 werd Sin Cara door de WWE Draft van Raw naar SmackDown gestuurd. Net na de Money in the Bank 2011 werd Urive (Sin Cara) geschorst voor 4 weken omdat hij zich niet hield aan de WWE dieetprogramma, dat later werd ingekort naar 3 weken. Tijdens de schorsing van Urive, de rol van Sin Cara werd overgenomen door Jorge Arias, een opleidingsworstelaar van de FCW, en Sin Cara bekwam een heel (schurk). Tijdens de SmackDown-aflevering van 16 september 2011 keerde de Sin Cara (Urive) terug en confronteerde de "bedrieger" Sin Cara (Arias). Een week later werd hij na een match geconfronteerd door de "bedrieger" Sin Cara, toonde zijn ware uitrusting en droeg een zwarte zilveren pak. De blauwe gouden Sin Cara werd uitgedaagd door de zwarte zilveren Sin Cara voor een match op Hell in a Cell, die hij won van de "valse". Na de Hell in a Cell verwees de WWE de originele als Sin Cara "Azul" (blauw) en de bedrieger als Sin Cara "Negro" (zwart). Tijdens de SmackDown-opnames van 16 oktober in Mexico-Stad, Sin Cara "Azul" won de Mask vs. Mask match van Sin Cara "Negro" en Sin Cara forceerde de bedrieger om zijn masker af te doen.
Op Survivor Series (2011) voerde hij flying move en liep na zijn landing een blessure op. Tijdens de opnames van de SmackDown-aflevering voor 1 juni 2012, maakte Sin Cara maakte zijn terugkeer in de ring en droeg een rood-wit kostuum. In het najaar van 2012 worstelde Sin Cara meermaals met Rey Mysterio als een tag team. In het voorjaar van 2014 verliet hij de WWE. Zijn personage werd overgenomen door de worstelaar Jorge Arias.

## In het worstelen
- Finishers
  - La Mística

- Signature moves
  - Arm drag
  - El Péndulo (Tiger feint kick)
  - Hurricanrana
  - Leg trap sunset flip powerbomb
  - Slingshot corkscrew crossbody
  - Springboard moonsault
  - Superkick

- Opkomstnummers
  - "Me Muero" van La 5ª Estación
  - "Ameno" van Era
  - "Unmasked" van Jim Johnston
  - "Ancient Spirit" van Jim Johnston
  - "Ancient Spirit V3" van Jim Johnston

## Prestaties
- Consejo Mundial de Lucha Libre
  - CMLL World Tag Team Championship (4 keer; 2x met Negro Casas en 2x met Héctor Garza)
  - CMLL World Welterweight Championship (1 keer)
  - Mexican National Light Heavyweight Championship (1 keer)
  - NWA World Middleweight Championship (2 keer)
  - Torneo Gran Alternativa (2004) met El Hijo del Santo
  - Torneo Gran Alternativa (2007) met La Sombra
  - Leyenda de Plata: 2006, 2007, 2008

- Festival Mundial de Lucha Libre
  - FMLL World Championship (1 keer, huidig)

- International Wrestling Revolution Group
  - IWRG Intercontinental Super Welterweight Championship (1 keer)

- New Japan Pro Wrestling
  - IWGP Junior Heavyweight Championship (1 keer)

- Universal Wrestling Entertainment
  - Trofeo Bicentenario (2010)

- Wrestling Observer Newsletter awards
  - Best Box Office Draw (2006)
  - Best Box Office Draw of the Decade (2000–2009)
  - Best Flying Wrestler (2006, 2007)
  - Wrestler of the Year (2006)